# بردا ۱۲۷۱۰
سیارک ۱۲۷۱۰ (به انگلیسی: 12710 Breda، نامگذاری:1990VQ5) دوازده هزار و هفتصد و دهمین سیارک کشف شده‌است که در ۱۵ نوامبر ۱۹۹۰ کشف شد.
قدر مطلق سیارک برابر ۲۶.۹ است.